# Răzvan Florea
Răzvan Ionuț Florea (* 29. September 1980 in Constanța) ist ein rumänischer Schwimmer.
Er gehört seit 2003 zu den erfolgreichsten und beständigsten Rückenschwimmern der Welt. Er war der erste rumänische Schwimmer, der eine olympische Medaille gewinnen konnte.
Bei den Olympischen Sommerspielen 2000 in Sydney wurde er Sechster über 200 m Rücken.
Florea wurde 2004 in Madrid Vize-Europameister über 200 Meter Rücken und gewann bei den Olympischen Sommerspielen 2004 über die 200 Meter Rücken die Bronzemedaille. Außerdem wurde er in diesem Jahr Gesamt-Zweiter bei der Mare Nostrum-Reihe.
Bei den Europameisterschaften 2006 gewann er auf dieser Strecke die Bronzemedaille. Von 1999 bis 2003 war er Sportstudent.